# Bajo Aragón (comarca)
El Bajo Aragón (en catalán, lengua hablada en algunos de los municipios, Baix Aragó) es, desde el año 2002, una comarca administrativa aragonesa (España) situada al nordeste de la provincia de Teruel. Su capital es Alcañiz.

## Municipios

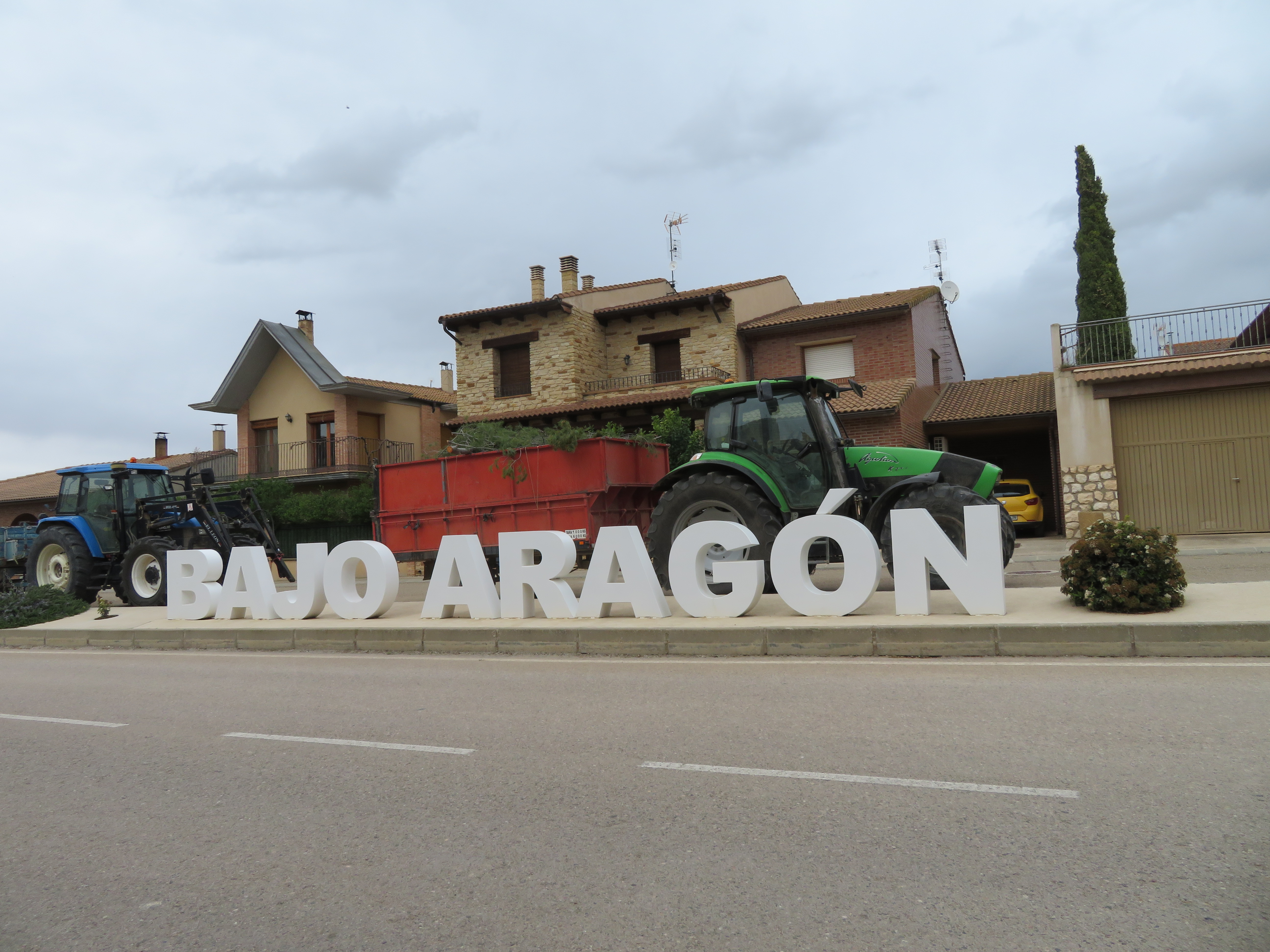
Comarca del Bajo Aragón (Teruel).

La comarca engloba a los municipios de Aguaviva, Alcañiz, Alcorisa, Belmonte de San José, Berge, Calanda, La Cañada de Verich, Castelserás, La Cerollera, La Codoñera, Foz-Calanda, La Ginebrosa, Mas de las Matas, La Mata de los Olmos, Los Olmos, Las Parras de Castellote, Seno, Torrecilla de Alcañiz, Torrevelilla y Valdealgorfa.

## Política
De acuerdo con el artículo 10 de la Ley 10/2002, de 3 de mayo, de creación de la Comarca del Bajo Aragón, son órganos de la Comarca: 
a) El Consejo Comarcal.
b) El presidente.
c) Los vicepresidentes.
d) La Junta de Gobierno Local (antes denominada Comisión de Gobierno)
e) La Comisión Especial de Cuentas.

### Presidente y vicepresidentes
El presidente de la comarca es elegido cada cuatro años, tras las elecciones municipales, en la sesión constitutiva del Consejo Comarcal, de entre los miembros de este, por mayoría absoluta de votos en primera votación y por mayoría simple en segunda votación. En caso de empate, se procede a una tercera votación, y si en la misma se produce nuevamente empate, sería elegido el candidato de la lista con más consejeros.
El presidente puede ser destituido del cargo mediante moción de censura y tiene la potestad de plantear al Consejo Comarcal una cuestión de confianza.
El presidente ejerce sus atribuciones y ajusta su funcionamiento a las normas relativas al alcalde contenidas en la legislación de régimen local y en las leyes de carácter sectorial.
| Periodo         | Presidente                   | Municipio             | Cargo municipal | Partido político |
| --------------- | ---------------------------- | --------------------- | --------------- | ---------------- |
| 2002-2003       | José Carlos Abril Navarro    | Alcañiz               | alcalde         | PP               |
| 2003-2007       | Víctor Angosto Zurita        | Belmonte de San José  | alcalde         | PAR              |
| 2007-2011       | Víctor Angosto Zurita        | Belmonte de San José  | alcalde         | PAR              |
| 2011-2015       | Ana Belén Andreu Pascual     | Alcañiz               | concejala       | PAR              |
| 2015-2019       | Manuel Cruz Ponz Ferrer      | Alcañiz               | concejal        | PSOE             |
| 2019-2023       | Luis Vicente Peralta Guillén | Alcorisa              | concejal        | PSOE             |
| 2023-actualidad | José Miguel Celma Belmonte   | Torrecilla de Alcañiz | alcalde         | PP               |

El presidente elige y cesa libremente a los vicepresidentes, hasta un número máximo de cuatro, entre los consejeros comarcales. Los vicepresidentes sustituyen, según el orden de nombramiento, al presidente en caso de vacante, ausencia o enfermedad y ejercen aquellas atribuciones que el presidente expresamente les delegue.
Si bien en legislaturas anteriores se designó a varios vicepresidentes, en las legislaturas 2019-2023 y 2023-2027 solo ha sido designado uno.

### Consejo Comarcal

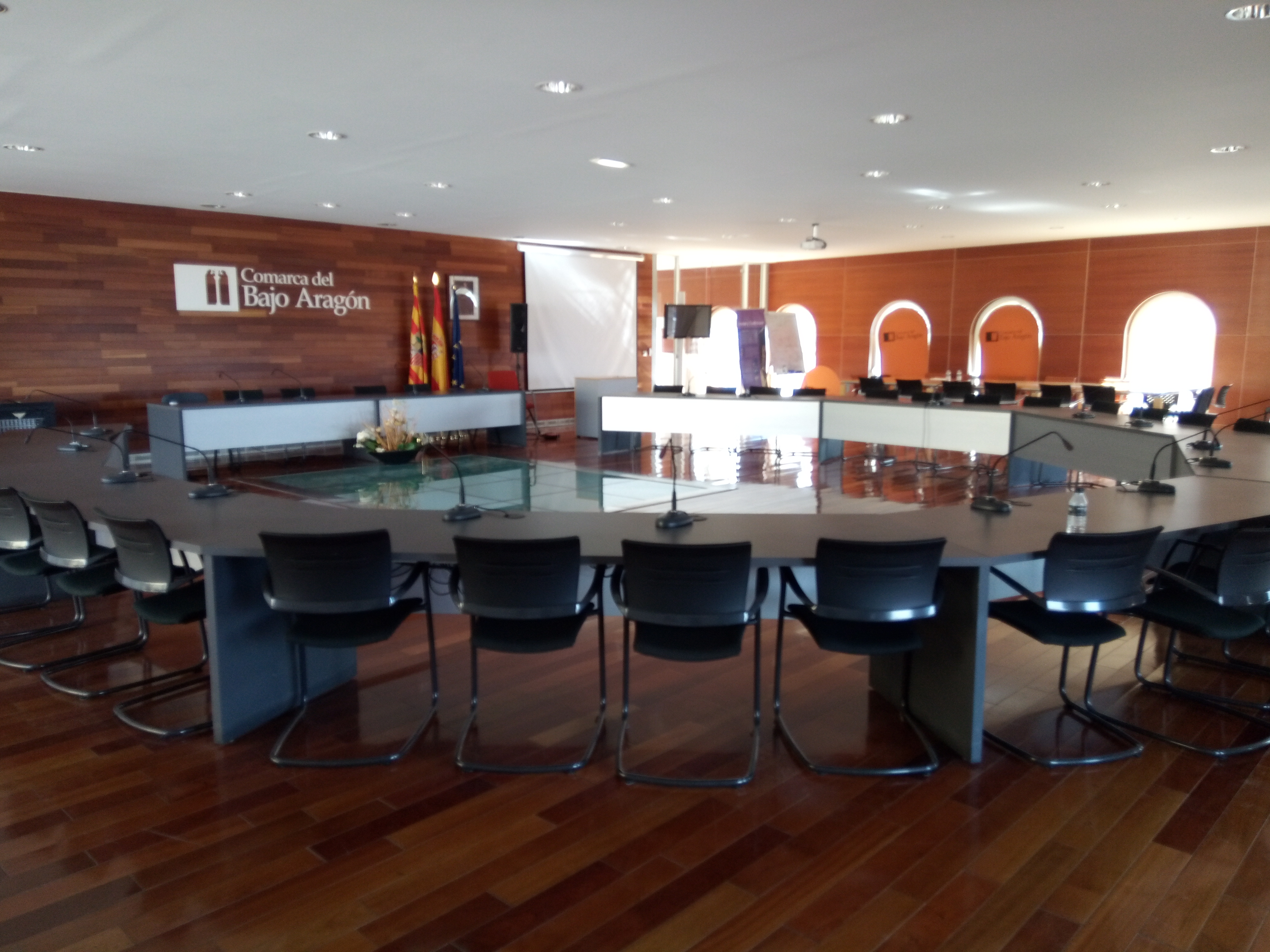
Salón de plenos de la Comarca del Bajo Aragón

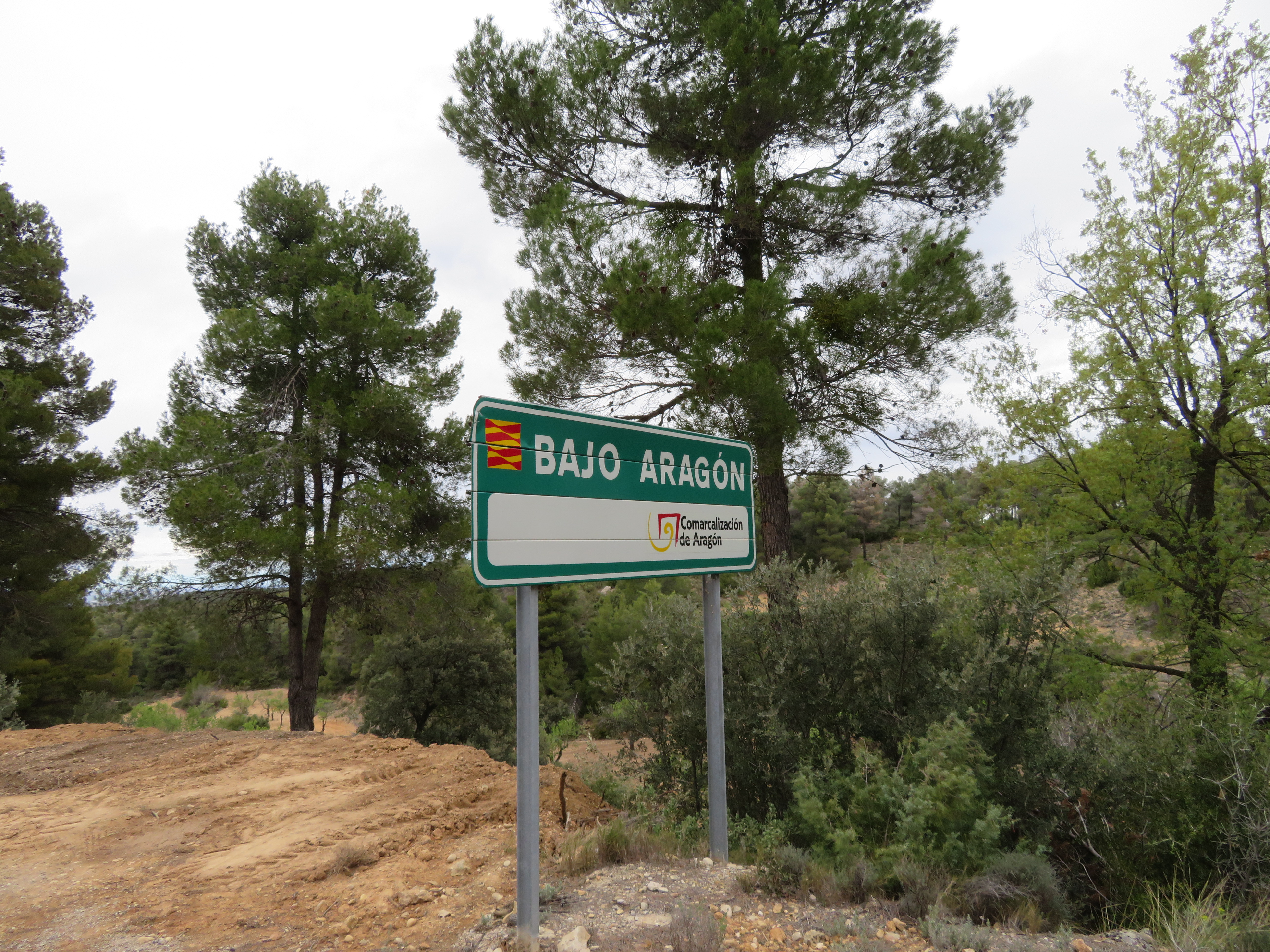
Comarca del Bajo Aragón (Teruel).

El gobierno y la administración de la Comarca del Bajo Aragón corresponden al Consejo Comarcal, integrado por el presidente y los Consejeros. El número de miembros del Consejo Comarcal es de treinta y cinco.
Para la elección de los consejeros comarcales, tras las elecciones municipales y una vez constituidos todos los ayuntamientos de la comarca, la Junta Electoral de Aragón procede a formar una relación de todos los partidos, coaliciones, federaciones y  agrupaciones de electores que hayan obtenido algún concejal y, al menos, el tres por ciento o más de los votos de la comarca, ordenándolos en orden decreciente al de los votos obtenidos por cada uno de ellos. La Junta procederá a distribuir los puestos que corresponden a los partidos, coaliciones, federaciones y a las agrupaciones de electores a través de la ley D'Hont. 
Dentro de los cinco días siguientes a la distribución de puestos, la Junta Electoral convoca separadamente a todos los concejales de los respectivos partidos políticos, coaliciones, federaciones y agrupaciones que hayan obtenido puestos en el Consejo Comarcal para que designen, de entre ellos, a las personas que hayan de ser proclamadas miembros y, además, correlativamente, a los suplentes que hayan de ocupar las vacantes eventuales, en número mínimo de cinco o igual al número de candidatos si los puestos que corresponden no llegan a esta cifra.
Existe la salvedad, para evitar que todos los consejeros pertenezcan a un único municipio, de que ningún partido, coalición, federación o agrupación podrá designar a más de un tercio de los miembros que le correspondan en el Consejo Comarcal entre concejales que sean del mismo municipio, salvo en los casos en que ello impida ocupar todos los puestos que le correspondan.
Una vez efectuada la elección, la Junta Electoral proclama a los miembros del Consejo Comarcal electos y a los suplentes, entregará las correspondientes credenciales y se publica en el «Boletín Oficial de Aragón», señalándose la fecha de constitución del Consejo Comarcal, en la cual éste elige al Presidente de la institución.
| Cargo          | Nombre                            | Ayuntamiento                       | Partido Político |  |
| -------------- | --------------------------------- | ---------------------------------- | ---------------- |  |
| Presidente     | José Miguel Celma Belmonte        | Alcalde de Torrecilla de Alcañiz   | PP               |  |
| Secretaria     | Blanca Ruth Prieto Suárez-Bárcena | -                                  | -                |  |
| Vicepresidente | Alberto Carmona Grima             | Concejal de La Codoñera            | TE               |  |
| Consejera      | Mª Pilar Arellano Mayayo          | Alcaldesa de Castelserás           | PP               |  |
| Consejero      | Javier Climent Soriano            | Concejal de Alcañiz                | PP               |  |
| Consejera      | Mª Reyes Gimeno Cuella            | Alcaldesa de Valdealgorfa          | PP               |  |
| Consejera      | Mª Belén Adán Morraja             | Concejala de Alcañiz               | PP               |  |
| Consejero      | Mariano Jesús Margelí Serrano     | Concejal de Aguaviva               | PP               |  |
| Consejero      | Lucas Bono Collado                | Concejal de La Cañada de Verich    | PP               |  |
| Consejera      | María José Rebullida Julián       | Concejala de Belmonte de San José  | PP               |  |
| Consejera      | Silvia Cobo Milián                | Concejala de Calanda               | PP               |  |
| Consejero      | Miguel Ángel Félez Aznar          | Concejal de Alcorisa               | PP               |  |
| Consejera      | Mª Esperanza Moreno Galindo       | Concejal de Calanda                | PP               |  |
| Consejero      | Luis Miguel Sancho Milián         | Concejal de Foz Calanda            | PP               |  |
| Consejero      | Joaquín Magallón Mata             | Concejal de La Mata de los Olmos   | PP               |  |
| Consejera      | Eva Pilar Muñoz Martínez          | Concejala de Torrecilla de Alcañiz | PP               |  |
| Consejero      | Jorge Manuel Lahoz Martínez       | Concejal de Torrevelilla           | PP               |  |
| Consejero      | Francisco Javier Baigorri Navarro | Concejal de Alcañiz                | PSOE             |  |
| Consejera      | Romina Formento Querol            | Concejala de Alcorisa              | PSOE             |  |
| Consejero      | Carlos Eugenio Martín Silvestre   | Alcalde de Torrevelilla            | PSOE             |  |
| Consejero      | Kilian García Insa                | Concejal de Castelserás            | PSOE             |  |
| Consejero      | Alberto Bayod Camarero            | Alcalde de Belmonte de San José    | PSOE             |  |
| Consejera      | Victoria Sánchez Podadera         | Concejala de Calanda               | PSOE             |  |
| Consejera      | Laura Lombart Buñuel              | Concejala de La Ginebrosa          | PSOE             |  |
| Consejera      | Óscar Iranzo Martínez             | Concejal de La Cañada de Verich    | PSOE             |  |
| Consejero      | Juan Antonio Lej Esteban          | Concejal de Berge                  | PSOE             |  |
| Consejero      | Miguel Martínez Foz               | Concejal de Valdealgorfa           | PSOE             |  |
| Consejero      | Xavier Tarzán Cuartielles         | Alcalde de Foz Calanda             | PSOE             |  |
| Consejera      | Carmen Garcia Cros                | Concejala de Torrecilla de Alcañiz | PSOE             |  |
| Consejera      | María Isabel Oliveros Huesa       | Concejala de Berge                 | TE               |  |
| Consejero      | Gerardo Villarroya Castañer       | Concejal de Alcorisa               | TE               |  |
| Consejera      | Nuria Espallargas Carceller       | Alcaldesa de Los Olmos             | PAR              |  |
| Consejero      | Santiago Anglés Ariño             | Concejal de Castelserás            | PAR              |  |
| Consejero      | Aitor Clemente Guillén            | Alcalde de Aguaviva                | Ganar: IU        |  |
| Consejera      | María Milián San Nicolás          | Concejala de Alcañiz               | Ganar: IU        |  |
| Consejero      | Carlos Javier Andreu Sanz         | Concejal de Alcañiz                | Vox              |  |

| Elecciones municipales 2019 |        |         |         |            |
| Partido                     | Votos  | % Votos | Electos | Consejeros |
| PSOE                        | 5.899  | 39,42%  | 61      | 15         |
| PP                          | 4.376  | 29.24%  | 28      | 11         |
| PAR                         | 2.612  | 17,45%  | 33      | 6          |
| Ganar:IU-UP                 | 928    | 6,20%   | 7       | 2          |
| C's                         | 711    | 4,75%   | 1       | 1          |
| Podemos-Equo                | 348    | 2,33%   | 0       | 0          |
| CHA                         | 91     | 0,61%   | 0       | 0          |
| Total                       | 14.965 | 100%    | 130     | 35         |

### Junta de Gobierno Local
La Junta de Gobierno Local (denominada Comisión de Gobierno antes de la reforma de introducida por la Ley 57/2003, de 16 de diciembre, de medidas para la modernización del gobierno local) está integrada por el presidente y un número de Consejeros no superior a un tercio de los consejeros comarcales, nombrados y separados libremente por el presidente y del que deben formar parte, obligatoriamente, los Vicepresidentes de la institución.
La Junta de Gobierno tiene como funciones la asistencia al Presidente, así como aquellas atribuciones que determine el Reglamento orgánico comarcal o le deleguen el Consejo y el presidente.
En la legislatura que va desde 2019 a 2023 este órgano está compuesto por 12 miembros:
| Cargo          | Nombre                            | Ayuntamiento                       | Partido Político |  |
| -------------- | --------------------------------- | ---------------------------------- | ---------------- |  |
| Presidente     | José Miguel Celma Belmonte        | Alcalde de Torrecilla de Alcañiz   | PP               |  |
| Secretaria     | Blanca Ruth Prieto Suárez-Bárcena | -                                  | -                |  |
| Vicepresidente | Alberto Carmona Grima             | Concejal de La Codoñera            | TE               |  |
| Consejero      | Javier Climent Soriano            | Concejal de Alcañiz                | PP               |  |
| Consejera      | Mª Reyes Gimeno Cuella            | Alcaldesa de Valdealgorfa          | PP               |  |
| Consejera      | Eva Pilar Muñoz Martínez          | Concejala de Torrecilla de Alcañiz | PP               |  |
| Consejera      | María Isabel Oliveros Huesa       | Concejala de Berge                 | TE               |  |
| Consejero      | Carlos Javier Andreu Sanz         | Concejal de Alcañiz                | Vox              |  |
| Consejero      | Francisco Javier Baigorri Navarro | Concejal de Alcañiz                | PSOE             |  |
| Consejero      | Kilian García Insa                | Concejal de Castelserás            | PSOE             |  |
| Consejera      | Victoria Sánchez Podadera         | Concejala de Calanda               | PSOE             |  |
| Consejero      | Aitor Clemente Guillén            | Alcalde de Aguaviva                | Ganar: IU        |  |
| Consejera      | Nuria Espallargas Carceller       | Alcaldesa de Los Olmos             | PAR              |  |

## Geografía
Limita la norte con el Bajo Aragón-Caspe, al oeste con el Bajo Martín y Andorra-Sierra de Arcos, al sur con la provincia de Castellón y el Maestrazgo y al este con el Matarraña.
La comarca se extiende desde el valle del Ebro a las últimas estribaciones del sistema Ibérico, por lo que existen grandes diferencias de altitud sobre el nivel del mar en su territorio. En los territorios de la parte norte de la comarca, situados en el valle del Ebro, se encuentran altitudes inferiores a los 600 m s. n. m., siendo Alcañiz el municipio tiene menos altitud con unos 381 m s. n. m. Por su parte, los territorios situados en la parte sur de la comarca están enclavados en las primeras estribaciones montañosas del sistema Ibérico, encontrándose en altitudes superiores a los 600 m s. n. m., siendo el municipio con mayor altitud La Mata de los Olmos, a 905 m s. n. m.
El territorio esta vertebrado por el río Guadalope, que lo recorre de sur a norte, y por sus afluentes: el Guadalopillo, el Bergantes, el Mezquín y el pequeño arroyo del Regallo.
El clima es mediterráneo, con temperaturas extremas y precipitaciones escasas e irregulares, que no superan los 650 mm de precipitaciones en la zona más lluviosa y que, en las tierras situadas por debajo de los 600 m s. n. m. de altura, apenas reciben los 350 mm de precipitación media anual.
La diversa geomorfología y la variedad climática que se observa en esta comarca determinan su pluralidad paisajística y la atractiva diversidad de su flora y fauna.

## Historia
Históricamente la denominación Bajo Aragón se ha referido a un área mucho más extensa que la actual delimitación oficial. Esta área, que actualmente suele denominarse Bajo Aragón Histórico, abarca también una parte o incluso la totalidad de cada una de las 5 comarcas aragonesas vecinas.

### La comarca como institución
Previamente al inicio del proceso de comarcalización de Aragón algunos municipios que hoy integran la Comarca del Bajo Aragón se encontraban agrupados en tres mancomunicades de municipios para la prestación de servicios comunes: Mancomunidad del Portal del Maestrazgo 1990, Mancomunidad de Los Alcores (1992) y la Mancomunidad de la Comarca del Mezquín (1994)
La Ley 10/1993, de 4 de noviembre, de Comarcalización de Aragón, establece un nuevo nivel de administración pública en que puede estructurarse la organización territorial de Aragón y regula la comarca como Entidad Local, regulando que "De conformidad con lo establecido en el artículo 5 del Estatuto de Autonomía de Aragón, los municipios limítrofes vinculados por características e intereses comunes podrán constituirse en comarcas, que gozarán de la condición de entidades locales." 
Como desarrollo de la Ley de Comarcalización se aprueba la Ley 8/1996, de 2 de diciembre, de Delimitación Comarcal de Aragón, en la que se establecen los municipios que integrarán las diferentes comarcas, estableciendo que la Comarca del Bajo Aragón estaría integrada por los 20 que actualmente la conforman más los municipios de Bordón, Calaceite, Castellote, Molinos, Monroyo, Torre de Arcas y Valdeltormo.
De acuerdo con lo establecido en la Ley de Comarcalización la iniciativa de creación de una comarca debía adoptarse por todos o algunos de los municipios que hubiesen de integrarla según la Ley de Delimitación Comarcal, que no podían ser menos de las dos terceras partes de los que debían constituirla, y que representasen, al menos, dos tercios del censo electoral del territorio correspondiente. Dichos acuerdos debían ser adoptados por el pleno de los respectivos ayuntamientos o concejos abiertos con el voto favorable de la mayoría absoluta del número legal de sus miembros. Así el Gobierno de Aragón, por acuerdo de 27 de marzo de 2001, resuelve favorablemente sobre la procedencia y viabilidad de la Comarca del Bajo Aragón, en vista que los ayuntamientos promotores han cumplido con este trámite. Figuran como Ayuntamientos promotores, aparte de los 20 que forman la comarca hoy día, Bordón, Molinos, Monroyo y Torre de Arcas.
El Gobierno de Aragón redacta el anteproyecto de Ley, que es sometido, por Orden del Departamento de Presidencia y Relaciones Institucionales de 2 de abril de 2001, a información pública por plazo de cuatro meses. Durante el periodo de información pública del anteproyecto de ley de creación de la Comarca del Matarraña, los Ayuntamientos de Monroyo y Torre de Arcas, pertenecientes a la delimitación comarcal de Bajo Aragón, solicitan su incorporación a la delimitación comarcal de Matarraña y los municipios de Bordón y Molinos pasan a la Comarca del Maestrazgo.
Las Cortes de Aragón aprueban definitivamente en 2002 la Ley 10/2002, del 3 de mayo, de creación de la Comarca del Bajo Aragón  a través de la cual nace esta comarca, estableciendo que la Junta Electoral de Aragón, procederá, en el plazo máximo de un mes a la designación de los consejeros comarcales tomando como referencia los resultados de las últimas elecciones municipales celebradas en los municipios integrados en la comarca.
Por resolución de la Junta Electoral de Aragón, de 27 de mayo de 2002, se proclaman los 35 consejeros comarcales y, de acuerdo a la previsión de la disposición transitoria primera de la Ley de creación de la Comarca del Bajo Aragón, en la que se establece que el Consejo Comarcal se constituirá en sesión pública, en la capital de la comarca, dentro del plazo de un mes a contar desde el día siguiente al del acto de proclamación de los miembros electos, el Consejo Comarcal se constituye el 13 de junio de 2002.
De acuerdo a la Ley 23/2001, de 26 de diciembre, de Medidas de Comarcalización, las Comarcas pueden ejercer, entre otras, competencias en su territorio en las materias de: Acción Social, Cultura, Patrimonio Cultural y Tradiciones Populares, Deporte y Juventud, promoción del Turismo, Servicios de recogida y tratamiento de residuos urbanos, Protección Civil y prevención y extinción de incendios. De conformidad con la Disposición Transitoria Segunda de la Ley 10/2002 de creación de la Comarca del Bajo Aragón, en la que se establece la creación de una Comisión paritaria con representantes de la Administración de la comunidad autónoma de Aragón y de la Comarca del Bajo Aragón al objeto de preparar la transferencia o delegación de funciones y servicios a esta última, dentro del mes siguiente a la constitución del Consejo Comarcal, por Orden de 2 de julio de 2002 del Vicepresidente del Gobierno y Consejero de Presidencia y Relaciones Institucionales, se crea la Comisión Mixta de transferencias entre la comunidad autónoma de Aragón y la Comarca del Bajo Aragón, quedando constituida con fecha de 5 de julio de 2002, y que adoptó en su reunión del día 16 de septiembre de 2002 el oportuno Acuerdo de transferencia que es aprobado por Decreto 294/2002, de 17 de septiembre, del Gobierno de Aragón, por el que se transfieren funciones y traspasan servicios de la Administración de la comunidad autónoma de Aragón a la comarca del Bajo Aragón, que establece que las transferencias previstas en dicho decreto tendrían efectividad a partir del día el 1 de octubre de 2002.
La asunción por la Comarca del Bajo Aragón de sus competencias propias supone la desaparición de las mancomunidades cuyos fines sean coincidentes y estén incluidas en su ámbito territorial. En consecuencia, se procede al traspaso de las correspondientes funciones y servicios y de los medios adscritos a su gestión por la Mancomunidad del Portal del Maestrazgo, la Mancomunidad de Los Alcores y la Mancomunidad del Mezquín a favor de la comarca, al mismo tiempo que el Ayuntamiento de Alcañiz traspasa los medios del Servicio Social de Base de Alcañiz. Dichos traspasos son efectivos desde el 1 de enero de 2003 y las mancomunidades van disolviéndose en los años siguientes: la Mancomunidad de la Comarca del Mezquín en 2003, la Mancomunidad de Municipios Portal del Maestrazgo en 2010 y la Mancomunidad de Los Alcores en 2016

### Sede del Consejo Comarcal

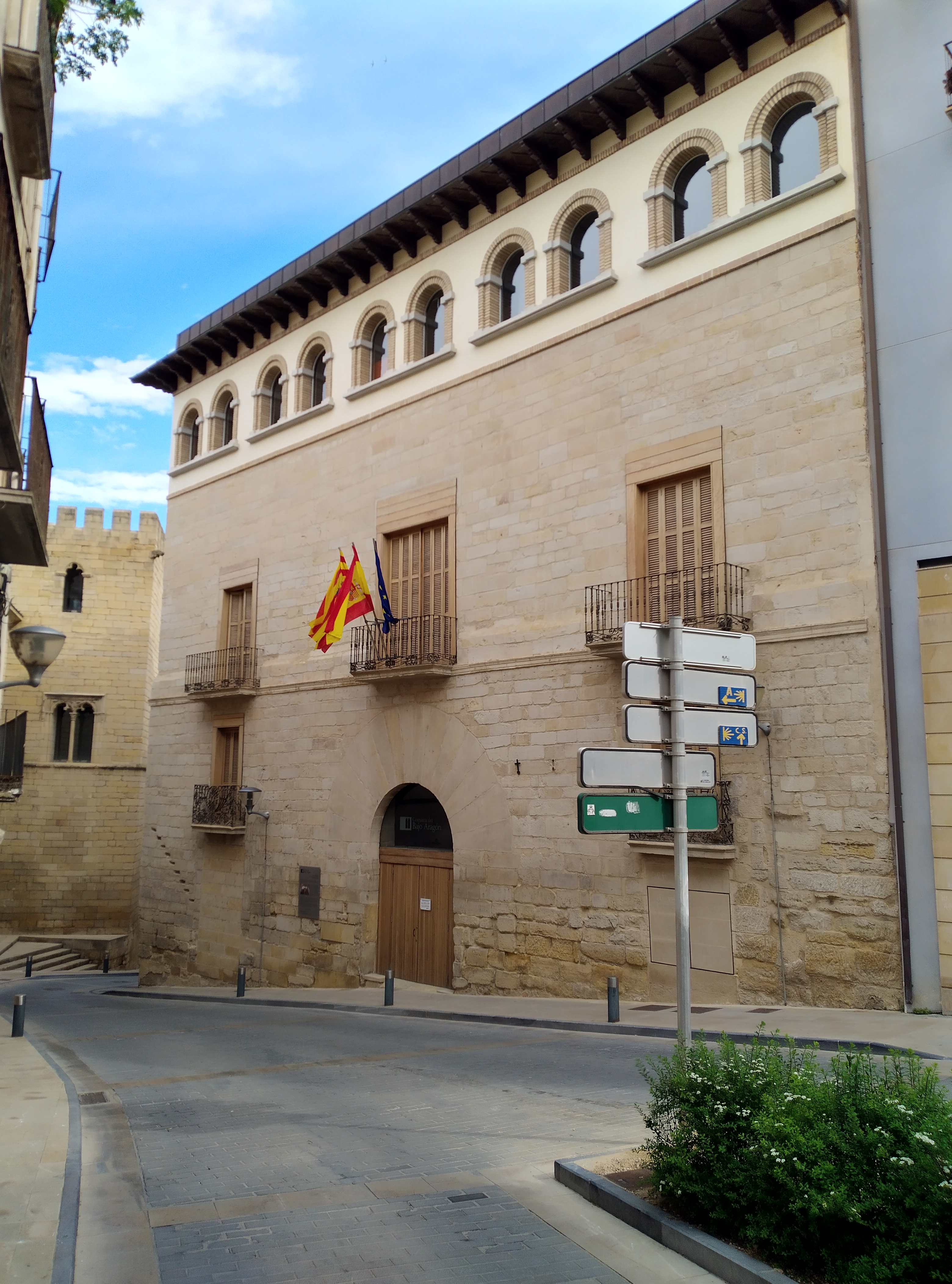
Casa Maynar, en Alcañiz. Sede de la Comarca del Bajo Aragón

La sede del Consejo Comarcal se encuentra en Alcañiz, en una casa solariega situada en la calle Mayor, esquina con la calle Mazaleón, denominada Casa Maynar. 
Es un palacio renacentista aragonés de grandes proporciones, construido en torno al siglo XVI, en su mayor parte con piedra sillar. Su fachada se articula en tres cuerpos: el inferior, por donde se accede al edificio a través de un gran arco de medio punto, flanqueado por dos balcones; el central, con tres grandes balcones que dan a la planta noble; y en el superior, que dispone de la típica galería aragonesa. Perteneció desde mediados del siglo XVII a la familia Franco pasando, a mediados del siglo XIX, a manos del comerciante e industrial alcañizano José Barnolas Capdevila, quien lo dejó en herencia a una de sus sobrinas, casada con Inocencio Maynar Barat. La familia Maynar mantuvo su propiedad hasta noviembre de 2002, fecha en que lo adquiere el Ayuntamiento de Alcañiz, por lo que el edificio es conocido comúnmente como Casa Maynar. 
El Ayuntamiento cede el edificio a la Comarca del Bajo Aragón, que lo somete a una profunda restauración entre 2005 y 2007 que afectó tanto a su exterior como a su interior,  convirtiéndose en sede de esta entidad comarcal desde 2007.
La Comarca del Bajo Aragón dispone de dos subsedes: una en Calanda, en la calle San Jorge, en el antiguo centro de salud, donde se encuentra el Servicio Social de Base de Calanda, y otra en Alcorisa, en la plaza los Arcos, en el antiguo ayuntamiento, donde se encuentra el Servicio Social de Base de Alcorisa y el Servicio Comarcal de Deportes.

## Economía

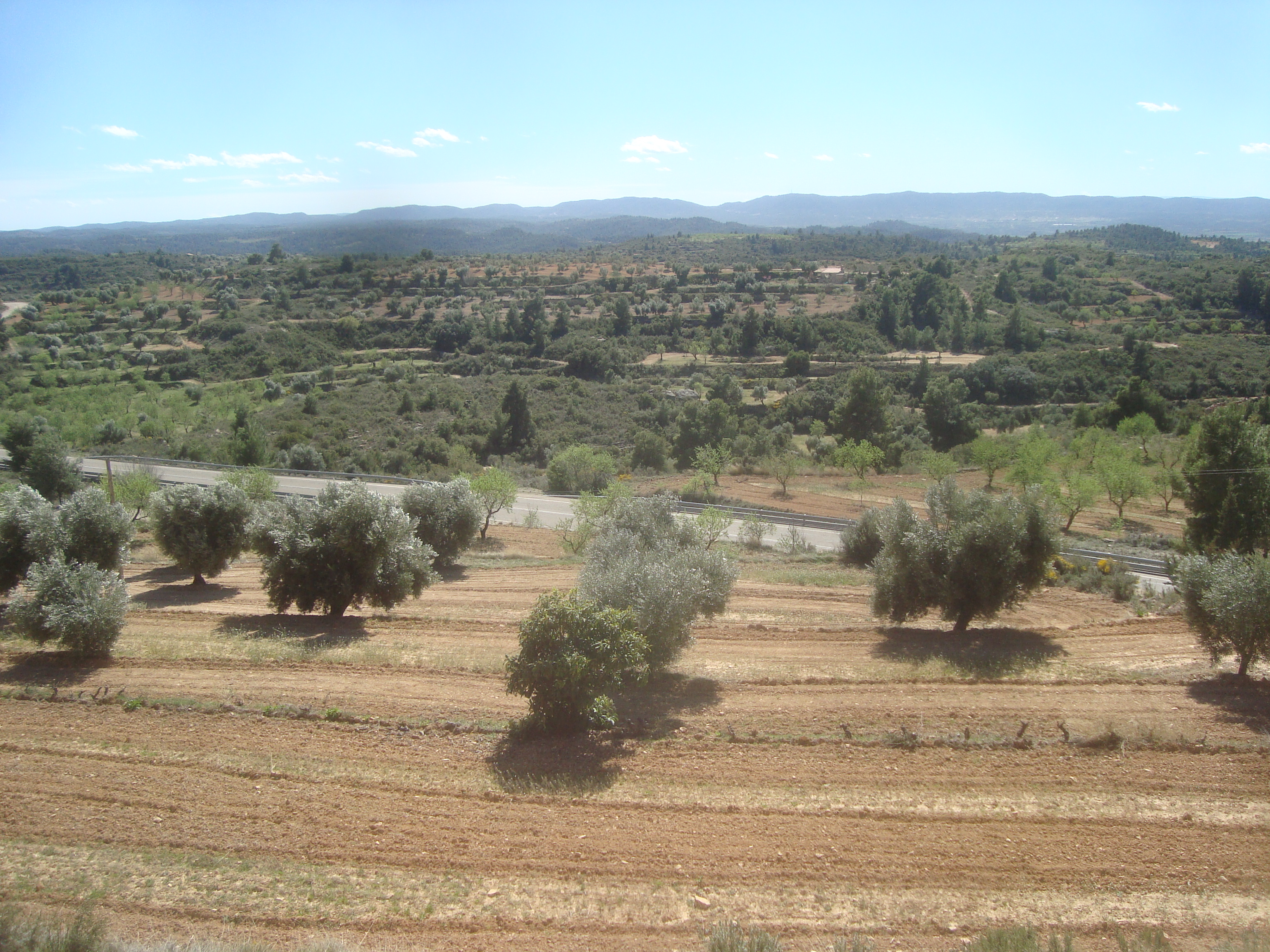
Panorámica rural del Bajo Aragón, desde el término municipal de Valdealgorfa.

La economía se basa principalmente en el sector servicios, pero el sector primario y secundario están muy distantes de la aportación a la economía comarcal.
Que la economía se base en el sector servicios se debe a qué la mayoría de la población se concentra en Alcañiz que contiene a todo el conjunto de los servicios sanitarios, jurídicos, comerciales etc. Mientras que en el resto de las localidades la mayor parte de la  población se dedica o al sector primario (agricultura) o en el caso de localidades como Calanda se dediquen a la industria agroalimentaria.
En el sector agrario se dedica, fundamentalmente, a la producción de almendra, oliva, frutal y cereales. Los dos cultivos que se han convertido en las señas de identidad de estas tierras son el olivar, con su aceite virgen de oliva, y los frutales con el Melocotón de Calanda, ambos con denominación de origen reconocida. La Denominación de Origen Protegida Aceite del Bajo Aragón es aprobada en el año 2000 y la zona de producción se extiende por un total de 77 municipios del Bajo Aragón histórico. En cuanto a la Denominación de Origen Protegida Melocotón de Calanda fue aprobada en 1999 y los melocotones proceden de la variedad autóctona de la zona, conocida popularmente como “Amarillo Tardío” y las variedades tradicionales, Jesca, Evaisa y Calante

## Cultura y tradiciones

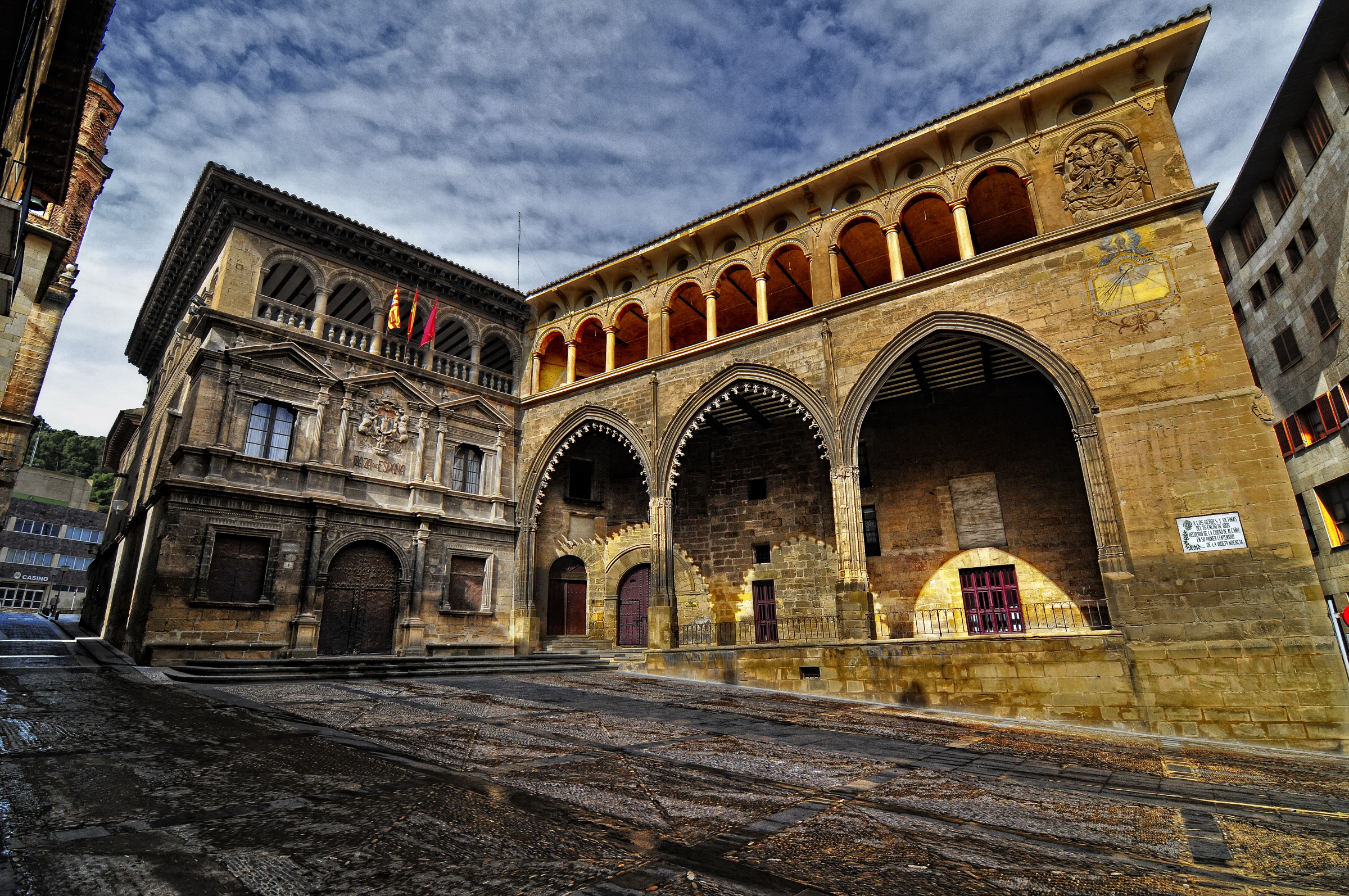
Plaza de España de Alcañiz.

De entre el patrimonio arquitectónico destacar la ciudad de Alcañiz que posee un castillo medieval originario del siglo XII, lonja gótica, ayuntamiento renacentista y colegiata barroca. 
En cuanto a las tradiciones hay que señalar la Semana Santa puesto que tres de las veinte poblaciones forman parte de la Ruta del tambor y el bombo, estas son Alcañiz, Alcorisa y Calanda. El sonido que crean los palillos y las mazas es, desde 2018, Patrimonio Cultural Inmaterial de la Humanidad por la UNESCO y el conjunto de los actos de las nueve localidades que conforman la Ruta son considerados Fiesta de Interés Turístico Nacional desde 2005 y Fiesta de Interés Turístico Nacional desde 2014.

## Hijos ilustres
Entre los hijos famosos de la comarca, destacan el cineasta Luis Buñuel, el compositor barroco Gaspar Sanz y el pintor Valero Lecha, padre de la pintura salvadoreña.

## Lenguas
En los municipios de Aguaviva, Belmonte de San José, La Cañada de Verich, La Cerollera, La Codoñera, La Ginebrosa y Torrevelilla se hablan localmente variedades del catalán, por lo que pertenecen a la llamada Franja de Aragón. En el resto de municipios se habla castellano.

## Arte

### Primeras manifestaciones artísticas
Las manifestaciones artísticas más antiguas de la comarca del Bajo Aragón están asociadas al arte rupestre levantino. El conjunto de mayor interés es, sin duda, el de Val del Charco del Agua Amarga (situado a pocos kilómetros de Alcañiz), considerado por diversos investigadores como uno de los conjuntos de arte rupestre levantino más interesantes y completos de la península ibérica. 
Los antiguos poblados ibéricos de esta comarca nos han proporcionado obras de gran belleza, como las piezas cerámicas del Cabezo de la Guardia de Alcorisa y de Tiro de Cañón de Alcañiz. La cultura romana también dejó interesantes testimonios materiales en esta zona, como el mosaico de la villa romana del Camino de Albalate de Calanda.

### El arte en la Edad Media
De la ocupación de este territorio por los musulmanes se conservan diversas piezas —como fragmentos cerámicos y monedas— procedentes de varios asentamientos dispersos. Tras la reconquista de las tierras bajoaragonesas (siglo XII), la mayor parte de las poblaciones se reforzaron con murallas, castillos y diversas estructuras defensivas, muchas de los cuales no han llegado hasta nosotros. En 1179, Alcañiz y sus aldeas fueron donadas a la Orden de Calatrava por Alfonso II y con ello se inicia una prolongada etapa de dominio señorial en este territorio. Será entonces cuando se fijen los fundamentos o cimientos del actual territorio de la comarca del Bajo Aragón.
Los restos de arquitectura románica que se conservan en esta comarca se limitan básicamente a los incluidos en el castillo calatravo de Alcañiz y a la portada de la antigua iglesia de San Pedro de esta misma población. En cuanto a la arquitectura gótica, no son muy numerosas las obras que han llegado hasta nosotros. Entre ellas destacan la torre-campanario de la antigua colegiata alcañizana, varios elementos del castillo calatravo de esta misma ciudad y su lonja. Son también interesantes los restos del castillo de La Mata de los Olmos, la parroquial de La Ginebrosa y, quizá, parte de la iglesia de La Cañada de Verich. La pintura gótica está magníficamente representada con el conjunto mural del castillo de Alcañiz y con las tablas que se conservan en la iglesia de Santa María la Mayor de esta misma ciudad. 

### Arte del Renacimiento
A lo largo del siglo XVI y en las primeras décadas del XVII los conjuntos urbanos se van a ir transformando, para adaptarse al modelo de “ciudad moderna”, con un gran centro cívico —su plaza Mayor— en la que se erigirá el símbolo del poder concejil: la casa consistorial. Estos edificios —reflejo de una nueva situación política y de un momento de auge económico— presentan en este territorio una llamativa monumentalidad debido precisamente al deseo de convertirlos en rotundos símbolos del poder municipal frente al fuerte poder que en él tuvo la Orden de Calatrava. Este objetivo y el innegable proceso mimético generado por la construcción de la casa concejil alcañizana (1565-1570) explica la construcción de magníficas casas consistoriales en poblaciones relativamente pequeñas como La Codoñera, Belmonte de San José, Torrecilla de Alcañiz, Castelserás o Valdealgorfa. También en el marco de la ciudad moderna y en fechas próximas al siglo XVI, se configura el palacio aragonés, como reflejo de unos determinados factores socioeconómicos y culturales. La escultura renacentista tiene un magnífico ejemplo en esta comarca: el sepulcro de don Juan de Lanza que Damián Forment realizó en 1537, conservado en el castillo calatravo de Alcañiz. En cuanto a la pintura renacentista, destacan las tablas de la iglesia de Santa María la Mayor de la capital bajoaragonesa, datadas en las dos primeras décadas del siglo XVI y atribuidas al llamado “Maestro de Alcañiz”. 

### El arte barroco

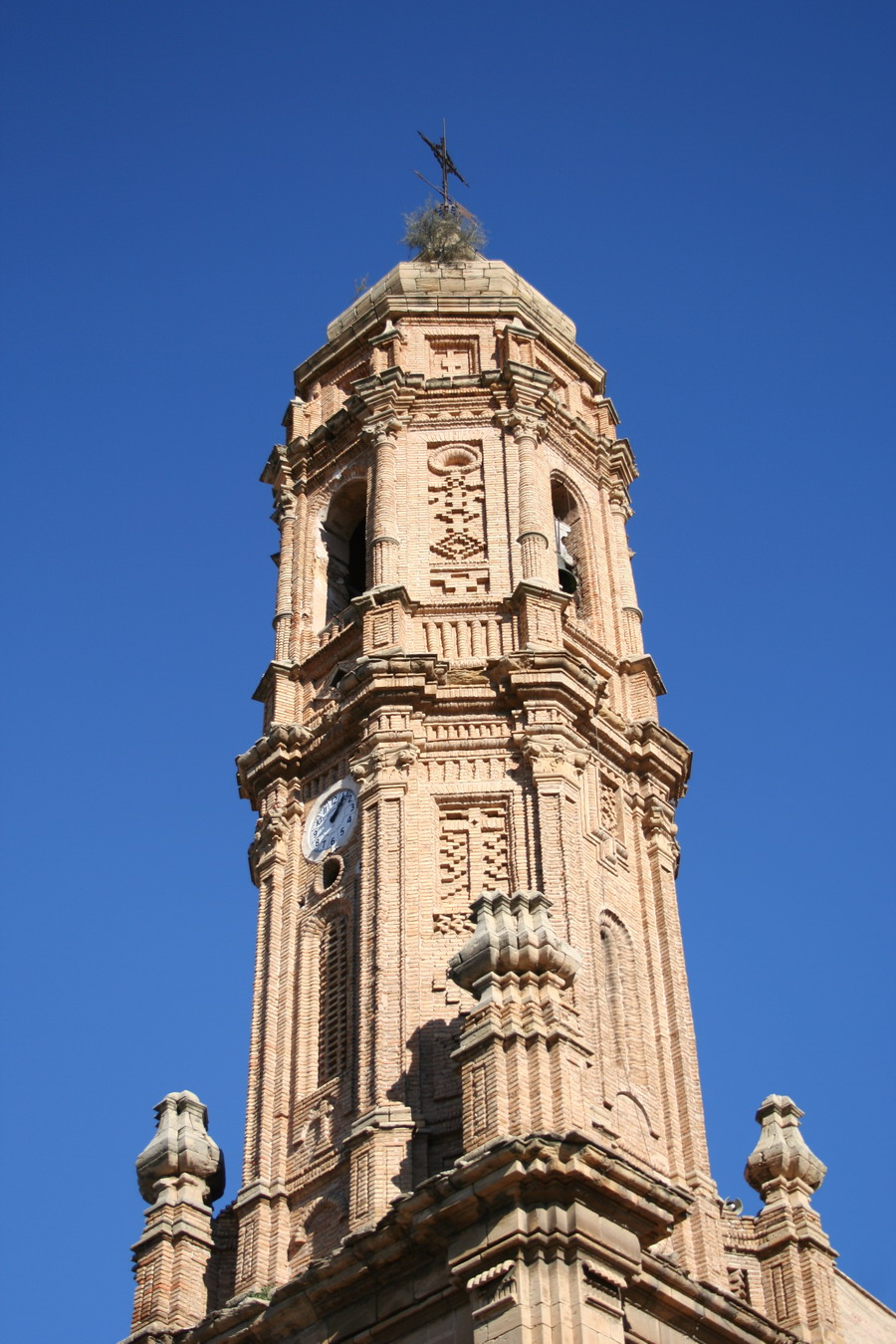
Torre-campanario de Valdealgorfa

El espíritu barroco va a llenar en los siglos XVII y XVIII esta zona de nuevos y numerosos edificios religiosos y civiles, y a modificar muchos de los anteriores. Un fenómeno similar al ya mencionado de las casas consistoriales se producirá en pleno siglo XVIII, cuando se defina un nuevo “foco bajoaragonés”, en el que triunfa el modelo de templo denominado “pilarista”, por tener como punto de partida la gran basílica del Pilar de Zaragoza, y en el que, de nuevo, Alcañiz –con su iglesia de Santa María la Mayor—se convertirá en el modelo a imitar por un gran número de templos bajoaragoneses: la iglesia del convento de San Francisco del propio Alcañiz y un buen número de iglesias parroquiales como las de Castelserás, Belmonte de San José, Seno, etcétera. En estos grandes templos barrocos sobresalen dos elementos: sus portadas-retablo y sus torres-campanario. Entre estas últimas, destaca por su esbeltez y elegancia la de Mas de las Matas y por su monumentalidad, la de Belmonte de San José. Además, las de Alcorisa,La Mata de los Olmos, Valdealgorfa, Berge, Seno y la de Escolapios de Alcañiz presentan interesante trabajo decorativo en ladrillo.
En esta comarca, durante el periodo barroco, también se construyó un gran número de ermitas y conventos, algunos tan espectaculares como el del Desierto de Calanda.

### Neoclasicismo y Modernismo
En el siglo XIX destaca, sin duda, la figura del artista alcañizano Tomás Llovet (1770-1848). Director durante varias décadas de la Real Academia de San Luis de Zaragoza y autor de un gran número de obras, es considerado una figura fundamental dentro de la escultura aragonesa de la primera mitad del siglo XIX y el máximo representante del neoclasicismo en el Bajo Aragón. 
En las primeras décadas del siglo XX, tal como ocurre en el resto de Aragón, en esta comarca se reflejan los nuevos aires del modernismo. En el marco de la arquitectura modernista del Bajo Aragón, merecen destacarse los edificios conservados en los números 14 y 15 del paseo Andrade de Alcañiz, y el construido por Eduardo Jesús Taboada en la calle Alejandre, de la misma población. Este nuevo lenguaje artístico también se refleja en la casa Buñuel de Calanda (1900), obra del afamado arquitecto aragonés Ricardo Magdalena Tabuenca.

## Territorio y población
| Municipio                                 | Extensión (km²) | % del total | Habitantes (2020) | % del total | Densidad (hab/km²) | Altitud (metros) | Distancia a/desde Alcañiz (km) | Pedanías             |
| ----------------------------------------- | --------------- | ----------- | ----------------- | ----------- | ------------------ | ---------------- | ------------------------------ | -------------------- |
| Aguaviva / Aiguaviva de Bergantes         | 42,15           | 3,23        | 516               | 1.83        | 12.24              | 549              | 42,10                          |                      |
| Alcañiz                                   | 472,12          | 36,20       | 16.006            | 55.76       | 33,90              | 381              | --                             | Puigmoreno, Valmuel. |
| Alcorisa                                  | 121,20          | 9,29        | 3.298             | 11.46       | 27.21              | 632              | 34,00                          |                      |
| Belmonte de San José / Bellmunt de Mesquí | 33,96           | 2,60        | 123               | 0,40        | 3.62               | 661              | 31,10                          |                      |
| Berge                                     | 42,64           | 3,27        | 241               | 0,85        | 5.65               | 718              | 40,20                          |                      |
| Calanda                                   | 112,25          | 8,61        | 3.822             | 12,97       | 34,04              | 466              | 18,90                          |                      |
| La Cañada de Verich / La Canyada de Beric | 10,86           | 0,83        | 92                | 0,30        | 8.47               | 738              | 25,40                          |                      |
| Castelserás                               | 31,52           | 2,42        | 800               | 2,91        | 25,38              | 350              | 9,60                           |                      |
| La Cerollera                              | 33,75           | 2,59        | 88                | 0,35        | 2,60               | 840              | 32,80                          |                      |
| La Codoñera / La Codonyera                | 20,97           | 1,61        | 319               | 1,20        | 15,21              | 499              | 16,40                          |                      |
| Foz-Calanda                               | 38,16           | 2,93        | 258               | 0,83        | 6,76               | 496              | 24,60                          |                      |
| La Ginebrosa                              | 80,10           | 6,14        | 197               | 0,70        | 2,45               | 702              | 29,00                          |                      |
| Mas de las Matas                          | 29,99           | 2,30        | 1.258             | 4,45        | 41,94              | 496              | 37,80                          |                      |
| La Mata de los Olmos                      | 23,73           | 1,82        | 261               | 0,96        | 10,99              | 905              | 48,10                          |                      |
| Los Olmos                                 | 43,54           | 3,34        | 118               | 0,43        | 2,71               | 868              | 44,70                          |                      |
| Las Parras de Castellote                  | 42,13           | 3,23        | 55                | 0,19        | 1,26               | 697              | 51,50                          | Jaganta.             |
| Seno                                      | 17,85           | 1,37        | 39                | 0,14        | 2,18               | 792              | 49,70                          |                      |
| Torrecilla de Alcañiz                     | 26,72           | 2,05        | 439               | 1,48        | 16,42              | 446              | 13,20                          |                      |
| Torrevelilla / Torre de Vilella           | 33,50           | 2,57        | 170               | 0,66        | 5,07               | 611              | 19,50                          |                      |
| Valdealgorfa                              | 47,06           | 3,61        | 595               | 2,18        | 12,64              | 510              | 14,50                          |                      |
| Total                                     | 1.304,20        |             | 28.695            |             | 22,00              |                  |                                |                      |

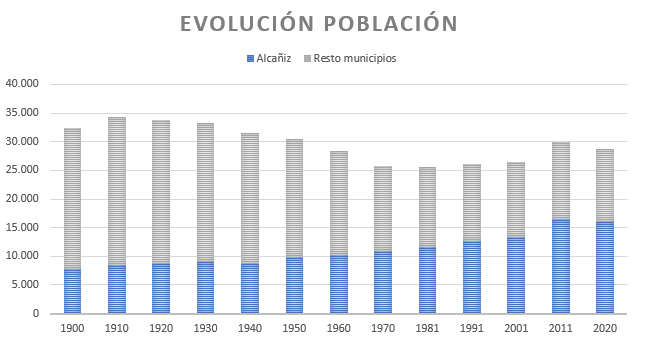
Evolución población en el Bajo Aragón 1901-2020. (Fuente datos: INE)

Aunque parece que durante el último siglo el territorio que desde 2002 conforma la Comarca del Bajo Aragón no ha sufrido una pérdida de población tan acusada como el resto de la Provincia de Teruel, puesto que en el censo de 1901 los 20 municipios contaban con un total de 32.459 vecinos frente a los 28.695 del padrón de 2020, los datos globales enmascaran una pérdida de población acusada en los pueblos frente al aumento de población de la capital comarcal. Si en 1901 Alcañiz contaba con 7.699 vecinos, que representaban el 24% de la población de la actual delimitación comarcal, según el padrón de 2020 la capital cuenta con 16.006 vecinos, un 55% de los habitantes de la comarca. El resto de los 19 pueblos han sufrido una importante pérdida de población en el último siglo, a excepción de Calanda y Alcorisa, que han mantienen unas cifras similares en 2020 con respecto a 1901.
En los últimos años los municipios con mayor pérdida de población son los que se encuentran en la zona sureste de la comarca. Esta es una zona más montañosa, con una economía basada en el sector agrícola y alejada de la capital comarcal y de los centros industriales.